# 蘇萊曼沙阿一世
蘇萊曼沙阿一世（土耳其語：I. Süleyman Şah；波斯語：‎）全名為蘇萊曼·伊本·庫塔爾米什（Suleiman ibn Qutulmish），他在安那托利亞地區成立了塞爾柱王朝的旁支魯姆蘇丹國政權，蘇萊曼的統治始於1077年直到他在1086年時遇害身亡。

## 生平
蘇萊曼是庫塔爾米什的兒子，他的父親曾在塞尔柱帝国的創始者图赫里勒·贝格去世後，與蘇萊曼的堂兄阿爾普·阿爾斯蘭爭奪蘇丹的寶座，但庫塔爾米什卻不幸於達姆甘之戰中從馬上跌落而意外身亡，在經歷這場戲劇性的轉折後，阿爾普·阿爾斯蘭於1064年宣告登基成為塞爾柱帝國第二任的統治者。內戰結束後，蘇萊曼與他的另外三名兄弟被阿爾普·阿爾斯蘭流放至塞爾柱帝國疆界外的托羅斯山脈地區，眾兄弟中僅有蘇萊曼在這趟艱苦的遠征中活了下來，並成功鞏固他對安那托利亞當地烏古斯突厥人各部落的領導地位。
拜占庭帝国的皇帝米海尔七世於1078年向蘇萊曼尋求幫助，米海爾希望藉由蘇萊曼的力量來敉平由安纳托利亚军区的將軍尼基弗鲁斯三世所發起的叛亂，雖然蘇萊曼的部隊確實於屈塔希亞以及伊兹尼克兩城間攔截了尼基弗鲁斯的叛軍，不過尼基弗鲁斯很快對蘇萊曼提出比米海爾七世更優渥的報酬，最終順利說服蘇萊曼加入這次的反叛行動。在尼基弗鲁斯成功奪得皇位後，為了回報蘇萊曼對他的支持，蘇萊曼與他旗下的土庫曼人部落被允許居住在鄰近君士坦丁堡博斯普魯斯海峽另一側的亞洲土地上。兩年後，蘇萊曼再度支持另一名王位覬覦者尼基弗魯斯·梅里森諾斯所發動的叛亂。尼基弗魯斯·梅里森諾斯隨後向土庫曼人敞開通往尼西亞的大門，讓蘇萊曼得以在尼西亞建立永久性的根據地。很快地，整個比提尼亞地區便壟罩於蘇萊曼的勢力之下，由於握有歐亞交界的重要戰略位置，使蘇萊曼能隨心所欲的掌控、阻斷安納托利亞與拜占庭帝國核心地區的交流。
1084年，蘇萊曼率軍離開尼西亞，並任命他的親屬阿布·卡西姆為尼西亞的總督。
蘇萊曼隨後在東進的軍事行動中成功擴張了自己的領地，他在1085年攻佔安提阿後大肆屠殺城中的居民。此外，聖卡西斯安教堂中所珍藏的的寶物也被奪走，教堂則被改建為清真寺。1086年蘇萊曼在安提阿附近被塞爾柱王朝在叙利亚地區的統治者突突什一世所殺害，蘇萊曼尚年幼的兒子基利傑阿爾斯蘭一世也被俘虜，马立克沙一世將他作為人質扣押在伊斯法罕。依據現存史料仍未能確知突突什是出於對兄長馬立克沙的忠誠而殺死蘇萊曼，或僅僅是為了謀取私利的個人動機。
在馬立克沙遇刺身亡後，蘇萊曼的兒子基利傑阿爾斯蘭返回安那托利亞再度重建了魯姆蘇丹國。